# Pomnik Solidarności we Wrocławiu
Pomnik "Solidarności" (pełna nazwa: Pomnik współtwórców, obrońców i bohaterów "Solidarności") — pomnik wzniesiony we Wrocławiu na terenie Politechniki Wrocławskiej na Skwerze Solidarności przy ul. Norwida, między budynkami C2 i C6.
Pomnik ma formę obelisku, wykonanego z różowego granitu skandynawskiego i symbolizuje budowę "Solidarności": ze stosu nieobrobionych kamieni powstaje obelisk, który ku górze, stopniowo staje się jednolitą, wypolerowaną powierzchnią. Inicjatorem powstania pomnika w 2000 r. był Komitet Zakładowy NSZZ „Solidarność” przy Politechnice Wrocławskiej, projekt wykonał Eugeniusz Get-Stankiewicz, a architektem był Stanisław Wiatrzyk. 19 września 2001 r. odbyło się odsłonięcie pomnika. W uroczystości brali udział m.in. prezydent RP na uchodźstwie Ryszard Kaczorowski, premier Jerzy Buzek i rektor PW Andrzej Mulak. 11 grudnia 2019 r. przy pomniku odsłonięto tablicę upamiętniającą Kornela Morawieckiego.